# Laeva kommun
Laeva vald är en kommun i Estland.   Den ligger i landskapet Tartumaa, i den centrala delen av landet, 140 km sydost om huvudstaden Tallinn.
Följande samhällen finns i Laeva vald:
- Laeva
- Kärevere
- Siniküla